# Чередниченко Тетяна Василівна
Тетяна Василівна Чередниченко (рос. Татьяна Васильевна Чередниченко, 1 вересня 1955 — 28 листопада 2003) — російський музикознавець, культуролог, критик, журналіст. Доктор мистецтвознавства, член Спілки композиторів Росії (з 1989 року), у 1990-94 роках член Творчої комісії Спілки композиторів з критики. Нагороджена Патріаршої різдвяної грамотою (2000), премією і дипломом за найкращу публікацію у рубриці «публіцистика» в журналі «Новий світ» (1996).

## Біографія
Закінчила Московську консерваторію та аспірантуру при ній. 1980 року захистила дисертацію на здобуття ступеня кандидата філософських наук за темою «Структура художньої оцінки. На матеріалі музичної критики», в 1989 році — доктора мистецтвознавства за темою «Тенденції західної музичної естетики. Методологічні парадокси науки про музики».
Брала участь в реконструкції класичних російських опер з архівних джерел: «Князь Ігор» О. П. Бородіна (поставлена у Вільнюській опері, 1974, у Великому театрі, 1994); Різдвяна драма — Комедія на Різдво Христове св. Митрополита Дімітія Ростовського (поставлена в Московському камерному музичному театрі, 1976); «Життя за царя» М. І. Глінки (поставлена у Великому театрі, 1989).
Здійснювала еквіритмічні переклади німецької та англійської поезії для видань вокальних творів Л. Бетховена та Ф. Шуберта (видавництво «Музика», 1977—1983).
Підготувала ряд статей для «Музичного енциклопедичного словника» (за ред. Г. В. Келдиша, М., «Радянська енциклопедія», 1990), зокрема, статтю «Твір музичний», в якій вказала на історичну обмеженість цієї форми результату діяльності композитора (що протягом довгого часу вважалося неприпустимим у популярній радянській літературі).
Здійснювала як автор та ведуча телевізійний проект «Лексикон історії культури» (1993—1998), брала участь як запрошений експерт в телепрограмах російських телеканалів, виступала як запрошений експерт в радіопрограмах (1989—2001). З 1999 року була членом редколегії журналу «Новий світ».

## Творча спадщина
- Монографії:
  1. Кризис общества — кризис искусства. Музыкальный авангард и поп-музыка в системе буржуазной идеологии. Монография. Москва, «Музыка», 1985, 191 с. (2-е изд. — 1987).
  2. Современная эстетика музыкального искусства. Проблемы и перспективы развития (монография). Москва, «Советский композитор», 1988, 320 с.
  3. В. Тенденции современной западной музыкальной эстетики. К анализу методологических парадоксов науки о музыке. Монография. Москва, «Музыка», 1989, 222 с.
  4. Музыка в истории культуры. Монография. В двух томах. Долгопрудный, «Аллегро-пресс», 1994 (2-е изд.: однотомник (344 с.), Бишкек, «Фонд Сорос—Кыргызстан», Фирма «Айбек»,1996).
  5. Типология советской массовой культуры. Между «Брежневым» и «Пугачевой». Москва, «РИК Культура», 1994.
  6. Россия 90-х в слоганах, рейтингах, имиджах: Актуальный лексикон истории культуры. Москва, «Издательство НЛО», 1999, 415 с.
  7. Музыкальный запас. 1970-е. Проблемы. Портреты. Случаи. Москва. «Издательство НЛО», 2001.
- Понад триста статей, заміток, рецензій у різних спеціальних і популярних виданнях.

## Видання українською
- Тетяна Чередниченко. До соціології кітчу // Всесвіт (Київ). — 1978. — № 3. — Стор. 193—197.